# Prix Janet Heidinger Kafka
Le Prix Janet Heidinger Kafka est décerné chaque année afin de récompenser l’œuvre de fiction d'une autrice américaine.
L'Institut Susan B. Anthony d'études sur le genre et les femmes et le département de langue anglaise de l'Université de Rochester sont à l’initiative de cette distinction depuis 1975. 
Chaque gagnante reçoit ainsi une récompense de 7 500 $. Le prix porte le nom d’une éditrice décédée dans un accident de voiture à trente ans. La famille, les amis et les associés de l'industrie de l'édition ont alors attribué ce prix en mémoire de Janet Heidinger Kafka et "des normes littéraires et idéaux personnels qu'elle défendait".
Le prix n'est en aucun cas associé au prix Franz-Kafka du même nom.

## Liste des gagnantes
L'année indiquée est l'année de publication de l'ouvrage. Le prix est décerné l'année suivante.
- 1975 : The Massacre at Fall Creek de Jessamyn West, Harcourt Brace Jovanovich,  (ISBN 0151578206)
- 1976 : Ordinary People de Judith Guest, Viking Press,  (ISBN 0816132070)
- 1977 : Song of Solomon de Toni Morrison, Alfred A. Knopf,  (ISBN 0451083407)
- 1978 : Final Payments de Mary Gordon, Random House,  (ISBN 0394427939)
- 1979 : Sally Hemings de Barbara Chase-Riboud, Viking Press,  (ISBN 0670616052)
- 1980 : Morgan’s Passing d'Anne Tyler, Alfred A. Knopf,  (ISBN 0394509587)
- 1981 : The Company of Women de Mary Gordon, Random House,  (ISBN 0394505085)
- 1982 : The Killing Ground de Mary Lee Settle, Farrar, Straus & Giroux,  (ISBN 0374181071)
- 1983 : During the Reign of the Queen of Persia de Joan Chase, Harper & Row,  (ISBN 0345410467)
- 1984 : Civil Wars de Rosellen Brown, Alfred A. Knopf,  (ISBN 0394534786)
- 1985 : Always Coming Home de Ursula K. Le Guin, Harper & Row,  (ISBN 006015456X)
- 1986 : The Bobby Soxer d'Hortense Calisher, Doubleday & Company,  (ISBN 0385184263)
- 1987 : A Southern Family de Gail Godwin, Wm. Morrow & Company,  (ISBN 0688065309)
- 1988 : Labrador de Kathryn Davis, Farrar, Straus & Giroux,  (ISBN 0374182515)
- 1989 : John Dollar de Marianne Wiggins, Harper & Row,  (ISBN 0060160705)
- 1990 : Mary Reilly de Valerie Martin, Doubleday & Company,  (ISBN 0385269528)
- 1990 : Through the Arc of the Rain Forest de Karen Tei Yamashita, Coffee House Press,  (ISBN 091827382X)
- 1993 : The Kommandant’s Mistress de Sherri Szeman, Harper Collins,  (ISBN 0060170115)
- 1994 : Taft d'Ann Patchett, Houghton Mifflin Company,  (ISBN 0395694612)
- 1995 : The Instinct for Bliss de Melissa Pritchard, Zoland Books,  (ISBN 0944072496)
- 1996 : The Book of Mercy de Kathleen Cambor, Farrar, Straus & Giroux,  (ISBN 0374115508)
- 1997 : The Agüero Sisters de Cristina García, Alfred A. Knopf,  (ISBN 0679450904)
- 1998 : Lost in Translation de Nicole Mones, Delacorte Press,  (ISBN 0385319347)
- 1999 : Blue Money de Susan Hubbard, University of Missouri Press,  (ISBN 0826212107)
- 2000 : The Hatbox Baby de Carrie Brown, Algonquin Books of Chapel Hill,  (ISBN 1565122992)
- 2001 : The Far Field: A Novel of Ceylon d'Edie Meidav, Houghton Mifflin Company,  (ISBN 0618013660)
- 2002 : Disturbance of the Inner Ear de Joyce Hackett, Carroll & Graf,  (ISBN 0786710462)
- 2003 : Wintering: A Novel of Sylvia Plath de Kate Moses, St. Martin's Press,  (ISBN 031228375X)
- 2004 : Madeleine Is Sleeping de Sarah Shun-lien Bynum, Harcourt, Inc.,  (ISBN 0151010595)
- 2005 : The Tattoo Artist de Jill Ciment, Pantheon Books,  (ISBN 0375423257)
- 2006 : The Dissident de Nell Freudenberger, Ecco,  (ISBN 0060758716)
- 2007 : Set Me Free de Miranda Beverly-Whittemore, Warner Books,  (ISBN 0446533319)
- 2008 : The Groom to Have Been de Saher Alam, Spiegel & Grau,  (ISBN 0385524609)
- 2009 : Come Sunday d'Isla Morley, Farrar, Straus & Giroux,  (ISBN 0374126879)
- 2010 : The Dance Boots de Linda LeGarde Grover, University of Georgia Press,  (ISBN 0820342173)
- 2011 : The Submission d'Amy Waldman, Farrar, Straus, Giroux,  (ISBN 0374271569)
- 2012 : Little Century d'Anna Keesey, Farrar, Straus, Giroux,  (ISBN 9781429945271)
- 2013 : On Sal Mal Lane de Ru Freeman, Graywolf Press,  (ISBN 2881829473)
- 2014 : Saint Monkey de Jacinda Townsend, W.W. Norton and Company,  (ISBN 9780393350821)
- 2015 : In the Country de Mia Alvar, Alfred A. Knopf,  (ISBN 0385352816)
- 2016 : As Close to Us as Breathing d'Elizabeth Poliner, Lee Boudreaux,  (ISBN 0316384135)
- 2017 : What Counts as Love de Marian Crotty, University of Iowa Press,  (ISBN 1609385160)